# Bluekilla
Bluekilla ist eine Ska-Band aus München. Sie wurde 1985 gegründet und gilt heute als eine der bedeutendsten deutschen Ska-Bands.

## Geschichte
Die neunköpfige Band entstand 1985 und blickt mittlerweile auf eine bewegte Geschichte zurück, die sich vor allem in einer ganzen Reihe von außergewöhnlichen Konzertreisen äußerte.
Als erste ausländische Skaband überhaupt besuchte Bluekilla 1997 Ex-Jugoslawien. Der Balkankrieg war kurz davor beendet worden und der Kosovo-Konflikt noch nicht ausgebrochen. Abgesehen von Schwierigkeiten bei der Visabeantragung, Einreise, Durchreise und Abreise wurde die gesamte Band unter Spionageverdacht verhaftet und der Sänger stundenlang verhört und danach in Handschellen an einen Blechschrank gefesselt. Nach acht Stunden war die Band wieder auf freiem Fuß und konnte mit nur drei Konzerten in Novi Sad, Zrenjanin und Belgrad einen Skaboom in Serbien auslösen, der bis heute unzählige Bands dort hervorgebracht hat.
1992 veröffentlichen sie die Aufnahmen für eine geplante CD als Kassette, nachdem der Geldgeber „mit dem Gesetz in Konflikt kommt und untertauchen muss“. Nachdem es beinahe zur Auflösung kommt, wird die Band bei einem eigentlich als Abschiedsauftritt geplanten Konzert mit dem neuen Sänger und Frontmann Amedeo weitergeführt. Ab hier beginnt der eigentliche Aufstieg der Band.
Im Jahr 1994 wird das erste „richtige“ Album The New Ska Age veröffentlicht, zum Stück Dr. Deadlock Stylee entsteht auch ein Videoclip. 1995 veröffentlichen sie die Maxi-CD Wickie, die nach einem ihrer damals beliebtesten Stücke, einer Coverversion des Titelsongs der gleichnamigen Zeichentrickserie benannt ist. Anfang 1996 bringen sie das Album Ska a gogo heraus. 1999 kommt die selbst produzierte CD Ska is our Business auf den Markt. 2004 folgte die CD Back to Skatalonia.
Bluekilla produzieren ihre Alben selbst, die ersten zwei CDs The New Ska Age und Ska a gogo sind auf dem Münchner Label Artysan erschienen, seit 1999 stehen sie beim Berliner Label Pork Pie unter Vertrag.
2009 sang Amedeo Tortora zusammen mit Alina Freund den Song Mah Nà Mah Nà aus dem Film Hexe Lilli – Der Drache und das magische Buch. Im Jahr 2010 erschien mit Never Was a Ska Band das sechste Studioalbum der Band, es wurde von der Kritik positiv aufgenommen.
Der Gitarrist Hannes Frisch spielt auch bei Cat Sun Flower.

## Diskografie

### Singles
- 1990: Blue Vinyl (Single, ohne Label)
- 1995: Wickie (Maxi-Single, ohne Label)

### Alben
- 1992: Bluekilla
- 1994: The New Ska Age
- 1996: Ska-a-Gogo
- 1999: Ska Is Our Business
- 2004: Back to Skatalonia
- 2011: Never Was a Ska Band

### Kompilationen
- 1994: United colours of SKA vol.II (Pork Pie) mit One minit ska
- 1996: SKAndalous – I've Gotcha Covered (Shanachie Records) mit Hawa Nagila
- 1996: ska..ska..SKANDAL! No.4 (Pork Pie) mit Horseman Style
- 1999: Skin Up mit Lick a shot
- 1999: Kruzefix mit Rudeboy Land
- 1999: Die Deutschstunde Lektion 1 (Pork Pie) mit Skaship
- 1999: The Spirit Of Ska (Pork Pie) mit Lick a shot
- 2000: United colours of SKA vol.III (Pork Pie) mit Sunshine Reggae
- 2000: MusikExpress/Sounds Nr. 37 (Vielklang) mit Lick a shot
- 2000: TV Sucks (Wolverine Records) mit Wickie
- 2000: Skank To The Riddim Vol.1 (Step Aside) mit Shoplifter
- 2001: Kruzefix mit Staring At The Rudeboys
- 2002: UTAH vs. THE WORLD – Final Round II (DCS Records) mit Ska is our business
- 2003: The Best Fucking Ska In The World (Fucking Northpole Records) mit Shoplifter
- 2006: ska..ska..SKANDAL! No.5 (Pork Pie) mit Football (it's here to stay)